# Circumsporozoitprotein

Schematischer Aufbau von CSP.

Das Circumsporozoitprotein (CSP) ist das am häufigsten vorkommende Oberflächenprotein, das von den einzelligen Parasiten der Gattung Plasmodium in der Entwicklungsphase des Sporozoiten gebildet wird. Es kommt in verschiedenen Stämmen von Malariaerregern vor.
Gentechnisch wird speziell die Variante des Malariaerregers Plasmodium falciparum zur Entwicklung eines Malariaimpfstoffes genutzt, beispielsweise in RTS,S oder R21. Es ist für den Entwicklungszyklus des Parasiten essentiell, da es z. B. für das Eindringen in die Speicheldrüsen der Stechmücken oder für die Interaktion der Sporozoiten mit den Leberzellen des Wirtes benötigt wird.
Beim hochkonservierten, 58 kDa großem CSP lassen sich drei Bereiche klassifizieren. Der N-Terminus trägt ein Signalpeptid und enthält eine Region, die Heparansulfat-Proteoglykane (Region I) bindet. In der Mitte von CSP findet sich eine namensgebende Wiederholungsregion mit 37 bis 49 Wiederholungen einer Aminosäuresequenz von vier Aminosäuren (N-A-N-P). Im C-terminalen Bereich kommt eine Thrombospondin-ähnliche Domäne vor (TSP-Region II), sowie am C-Terminus ein GPI-Anker. Mutationen sind in den konservierten Sequenzen selten.
Die zentrale Region enthält humane B-Zell-Epitope, während der C-terminale Bereich humane T-Zell-Epitope aufweist: Zunächst ein sehr variables CD4+-T-Zell-Epitop, anschließend ein ebenfalls sehr variables CD8+-T-Zell-Epitop, und abschließend ein konserviertes, universelles CD4+-T-Zell-Epitop.
In der Bildgebung erscheint CSP (bzw. dessen rekombinante Formen) als flexible, stäbchenförmige Strukturen mit einem bandartigen Aussehen.